# Социологизам
Социологизам је врста редукционизма где се различите духовне и културне појаве своде на социолошке чиниоце или узроке. Присталице овог правца истичу да је човеково понашање готово у потпуности друштвено одређено.